# بنتشاه (كيسم)
تشنتشاه (بالفارسية: پنچاه) هي قرية تقع في إيران في غيلان. يقدر عدد سكانها بـ 900 نسمة بحسب إحصاء 2016.